# Rhododendron ambiguum
Rhododendron ambiguum är en ljungväxtart som beskrevs av William Botting Hemsley. Rhododendron ambiguum ingår i släktet rododendron, och familjen ljungväxter. Inga underarter finns listade i Catalogue of Life.

## Bildgalleri

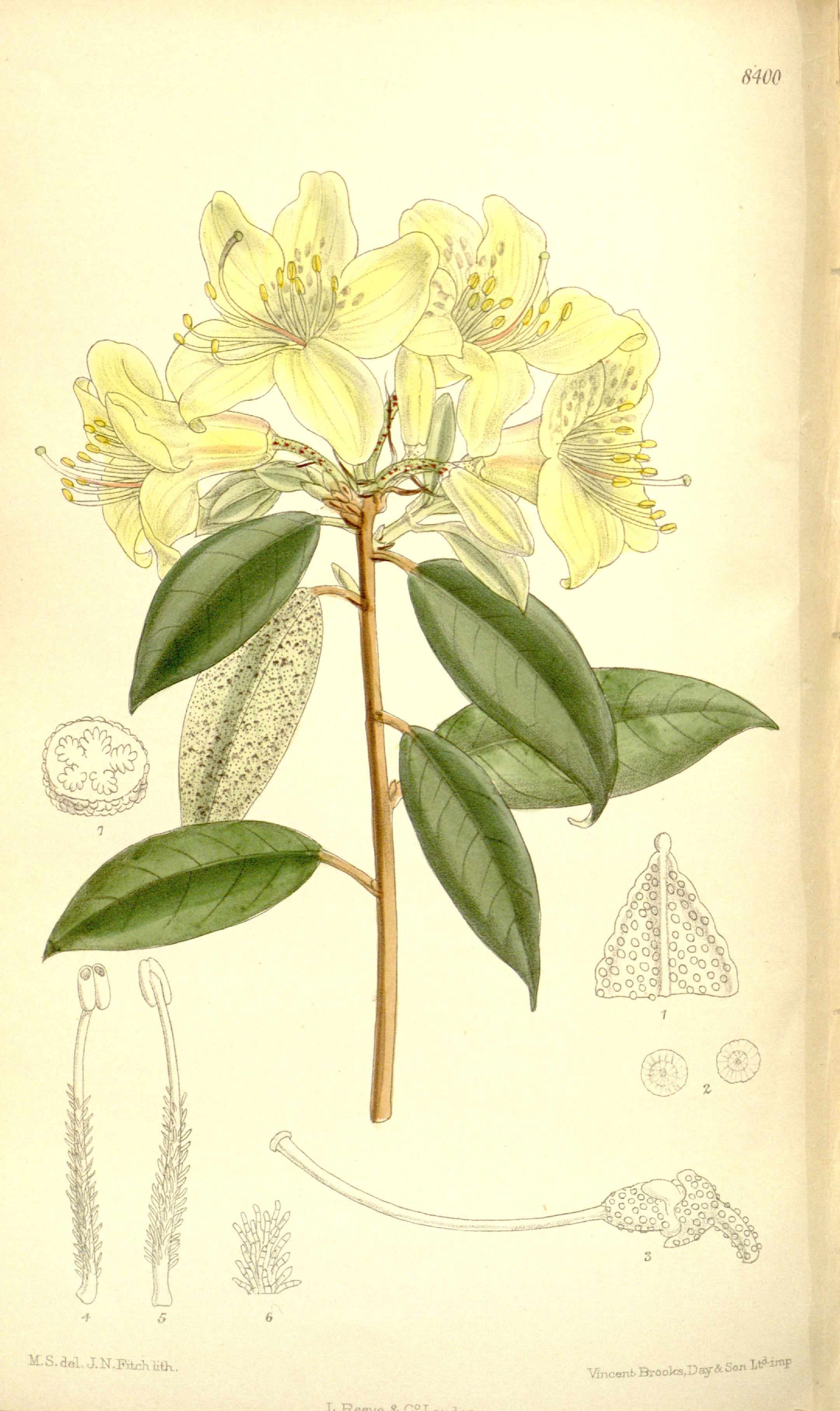